# 申珏秀
申 珏秀（シン カクス, またはシン・ガクス、1955年1月16日 - ）は、大韓民国の外交官。2011年から2013年まで駐日大韓民国大使を務めた。大韓民国成立後に生まれた初の駐日韓国大使である。
日本の紙面などでは「申ガク秀」「シン・ガクス」と表記されるが、本人の公式ツイッターなどではMR式での「shin kaksoo」と表記されている。

## 経歴
- 1977年、ソウル大学校法学科卒
- 1979年、ソウル大学校大学院修士課程修了
- 1986年、駐日本大韓民国大使館1等書記官
- 1991年、ソウル大学校大学院博士課程修了
- 1995年、駐国連代表部参事官
- 2006年、駐イスラエル大使館特命全権大使
- 2009年、外交通商部第1次官
- 2011年6月  駐日本大使館特命全権大使（2013年5月まで）

## 駐日大使として
- 2013年3月11日、日本政府が開催した東日本大震災2周年追悼式の案内状に対して「欠席」で返信した。[1]3月12日、韓国大使館は欠席理由を『案内状がファクシミリで送られてきたため、誤って破棄した結果、出欠の返答をできなかった。』と釈明した[2]。
- 2013年5月15日、記者会見を開いて、航空自衛隊松島基地を激励に訪れ、ブルーインパルスに乗り込むパフォーマンスを行った安倍首相を批判した。安倍総理大臣の試乗した練習機の機体に「731」の番号が書かれていたことが731部隊を連想させると述べ、侵略の加害者である日本側はこうした点でも「気配り」をしなければならないと語った[3]。5月20日、この件について、韓国中央日報が「原爆投下は旧日本軍の731部隊の生体実験に動員されたアジアの復讐であり、神の懲罰である」と論説を掲載し、菅官房長官が抗議する事態となった。申は「編集者の意見であって、韓国人の一般的な考え方ではない」と述べ、「韓国の国民はいつも反省しろ、謝罪しろと言っているのではない。今まで表明したことはちゃんと守ってほしい」と要請。過去の「植民地支配」と「侵略」を認めた村山富市首相談話や、慰安婦問題をめぐる河野洋平官房長官談話を踏襲するよう呼び掛けた[4]。
- 2013年5月16日、韓国の中央日報とのインタビューで、麻生太郎副総理大臣を「日本は近代化の過程で、アジアから抜け出して西欧化するといういわゆる脱亜入欧の精神があったし、まだ残っている。自分たちが唯一文明世界に属した国だったとしてアジアを見下す認識がある。その代表的な人物が麻生太郎副総理だ」と評した[5]。大韓民国独立記念館に訪問させるなどの対策を取るべきだ」だと主張している[6]。

## 退任後
- 2019年1月29日までに日本の共同通信社の取材に対応。前年までに発生した徴用工訴訟問題や韓国海軍レーダー照射問題などにより、日韓関係が冷却していることを踏まえ、両国が相互の重要性を再確認して隣国関係を安定させていくことの必要性を語った[7]。
- 2019年6月、来日中に中央日報のインタビューに応じ、徴用工問題について「日本が重視する請求権協定と、韓国の大法院判決を調和させることがカギ。（韓国企業、日本企業が補償を行う韓国政府案に加えて）韓国政府自身が参加すれば、韓国側が協定体制を尊重しているという意味になる」と言及。また、日韓の接触を拡大する方法として、両国の景気下降局面に触れながら通貨スワップの締結を取り上げた[8]

## 栄典
- 2013年5月28日　旭日大綬章